# Dzhanokmenia bibikovae
Dzhanokmenia bibikovae är en stekelart som först beskrevs av Dzhanokmen 1971.  Dzhanokmenia bibikovae ingår i släktet Dzhanokmenia och familjen finglanssteklar. Inga underarter finns listade i Catalogue of Life.